# Pediomys
Pediomys — рід сумчастоподібних ссавців, які мешкали в Північній Америці під час крейдового періоду.
Види:
- Pediomys elegans